# Eucharis lehmannii
Eucharis lehmannii är en amaryllisväxtart som beskrevs av Eduard August von Regel. Eucharis lehmannii ingår i släktet Eucharis och familjen amaryllisväxter. Inga underarter finns listade i Catalogue of Life.